# Друцкой-Соколинский, Василий Михайлович
Василий Михайлович Друцкой-Соколинский (1844 — 1907, Звенигород, Московская губерния, Российская империя) — русский офицер, исправник Звенигородского и Волоколамского уезда, коллежский советник.

## Биография
Василий Михайлович Друцкой-Соколинский родился около 1844 года. В январе 1859 года окончил частное учебное заведение и поступил на военную службу. В 1863—1864 годах участвовал в подавлении польского восстания. С 1864 по 1867 год и с 1874 по 1877 год Друцкой-Соколинский служил на гражданских постах в Смоленской губернии. С июля 1877 по август 1886 года вновь на военном поприще в 13-м уланском полку. В этот временной период он участвовал в Русско-турецкой войне 1877—1878 годов. Со 2 мая по 4 июня 1883 года находился в составе войск, собранных в Москве и её окрестностях по случаю коронации императора Александра III. 18 августа 1886 года Василий уволился с военной службы для определения к статским делам с переводом в коллежские асессоры, и 27 августа был определён на должность Волоколамского уездного исправника, а 24 ноября 1888 года назначен Звенигородским уездным исправником. В 1890 году Друцкой-Соколинский был произведён в надворные советники, в 1894 году — в коллежские советники. 
В браке состоял три раза. Скончался князь Василий Друцкой-Соколинский около 1907 года, похоронен в Звенигороде на городском кладбище близ храма Александра Невского.

## Награды
- Кавалер ордена Святого Владимира 4 степени
- Кавалер ордена Святой Анны 4 степени
- Кавалер ордена Святой Анны 3 степени
- Кавалер ордена Святой Анны 2 степени
- Кавалер ордена Святого Станислава 3 степени
- Кавалер ордена Святого Станислава 2 степени
- Кавалер командорского креста ордена Короны Румынии
- Кавалер командорского креста 2 класса ордена Филиппа Великодушного
- Медаль «За усмирение польского мятежа»
- Медаль «В память русско-турецкой войны 1877—1878»
- Медаль «В память коронации императора Александра III»
- Медаль «В память царствования императора Александра III»